# Conclave del 1565-1566
Il conclave del 1565-1566 venne convocato il 20 dicembre 1565 a seguito della morte di papa Pio IV, avvenuta il 9 dicembre, e si concluse il 7 gennaio 1566 con l'elezione del cardinale Antonio Michele Ghislieri che, con il nome di Pio V, divenne il 225º papa della Chiesa cattolica.

## Situazione generale
Alla morte di Pio IV la situazione politica generale si presentava relativamente equilibrata, lasciando presagire un conclave libero da ingerenze da parte delle potenze europee. Come non mancava di rilevare nelle sue relazioni l'ambasciatore veneziano presso la Santa Sede, Giacomo Soranzo, la Francia governata da Caterina de' Medici (in reggenza del figlio quindicenne Carlo IX), già impegnata a fronteggiare i conflitti religiosi interni, non aveva tempo materiale per preoccuparsi delle questioni italiane. Similmente, l'imperatore Massimiliano II d'Asburgo si mostrava sostanzialmente disinteressato alla successione del pontefice defunto.
Inusuale protagonista di questa situazione si rivelò il duca di Toscana Cosimo I de' Medici che, intenzionato ad attirarsi il favore dei governi di Spagna e del Sacro Romano Impero, scrisse il 14 dicembre una lettera a Massimiliano II fornendogli informazioni sulle posizioni dei cardinali, indicando come "soggetti papabili" l'Alessandrino (Michele Ghislieri), Ugo Boncompagni, Reims (Jean Suau), Guglielmo Sirleto, Ludovico Simonetta, Trani (Gianbernardino Scotti) e Aracoeli (Clemente d'Olera).
Analogamente, il 21 dicembre, l'ambasciatore spagnolo Luis de Requesens y Zúñiga recapitava al cardinale della corona Pacheco de Villena il favore espresso da Filippo II nei confronti dei cardinali Ghislieri e Morone, unito alla preoccupazione per una possibile elezione di Alessandro Farnese, avverso alla Spagna per l'uccisione del padre Pier Luigi, ordinata da Carlo V nel 1547.
Pressioni giunsero in conclave anche dal duca di Ferrara Alfonso II d'Este che, attraverso i due cardinali estensi, sostenne la candidatura di Francesco Gonzaga, appoggiato anche dal duca di Savoia Emanuele Filiberto.
Alla vigilia dell'apertura del conclave, i cardinali Carlo Borromeo e Marco Sittico Altemps, nipoti di Pio IV, fecero l'estremo tentativo di richiamare a Roma attraverso due corrieri il legato pontificio in Spagna Ugo Boncompagni, il quale avrebbe avuto buone probabilità di essere eletto se fosse stato presente.
Il collegio cardinalizio, che risultava composto da ben 70 cardinali alla morte di Pio IV, vide partecipare al conclave solo 52 di essi, sebbene il cardinale Gonzaga morì alla vigilia dell'elezione di Pio V, il 6 gennaio. Alessandro Crivelli arrivò a Roma l'ultimo giorno di conclave ad elezione già avvenuta, pertanto il suo nome non fu incluso nella lista dei partecipanti. Conseguentemente all'attenta ed equilibrata politica concistoriale di Pio IV, il collegio degli elettori risultava tale da garantire gli interessi delle potenze europee attraverso:
- la presenza di cardinali della corona (Pacheco era protettore del Regno di Spagna; Morone di Inghilterra, Ungheria e Austria; Vitelli del Regno di Francia; d'Olera del Sacro Romano Impero);
- la straordinaria rappresentanza delle principali famiglie dell'aristocrazia italiana (Estensi, Della Rovere, Corner, Borromeo, Ghislieri, Gonzaga, Medici, Colonna, Orsini, Serbelloni, Altemps, Salviati).

## Svolgimento del conclave

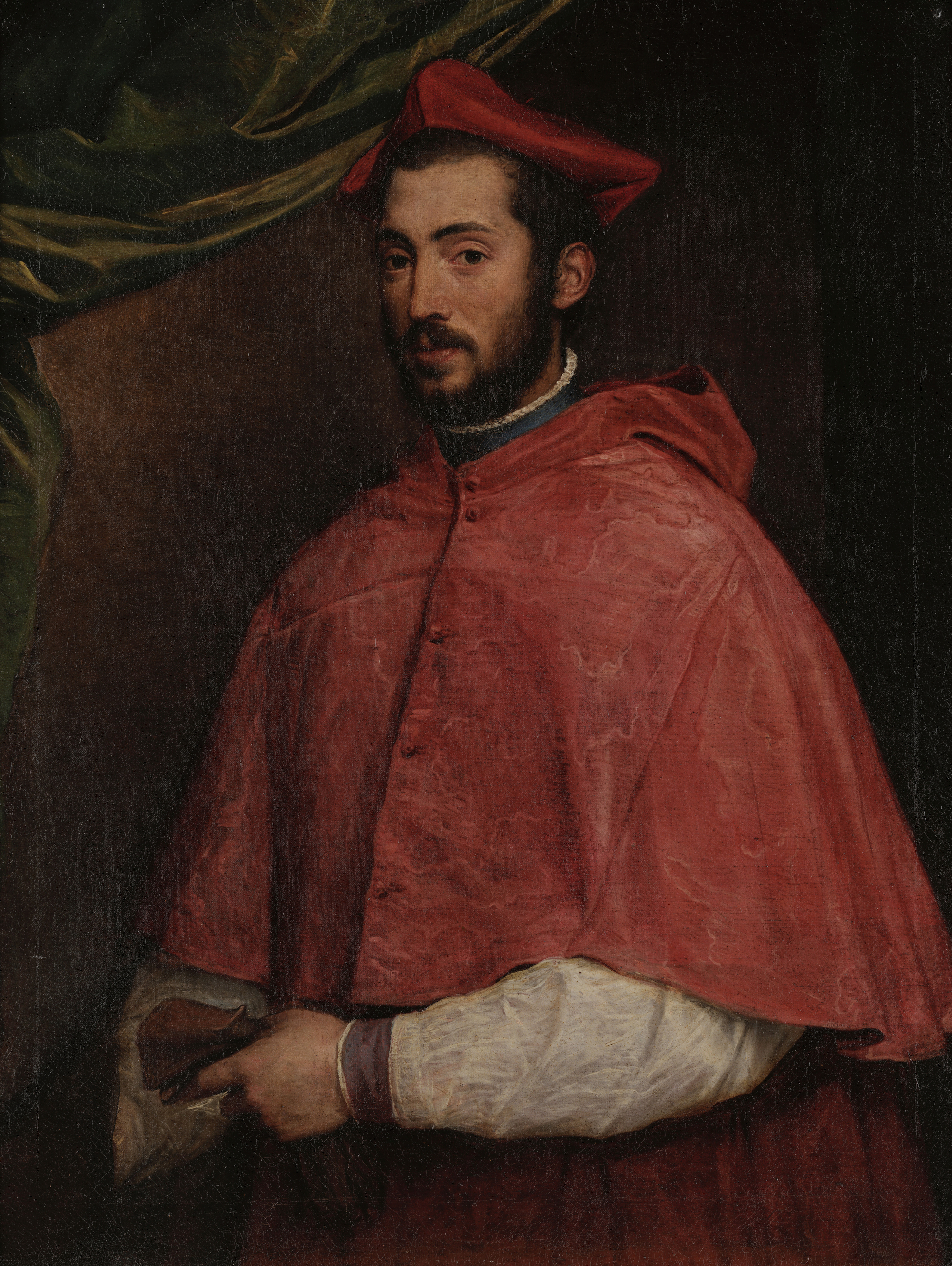
Il cardinale Alessandro Farnese.

Il conclave ebbe inizio la mattina del 20 dicembre 1565 con la celebrazione della Messa dello Spirito Santo da parte del cardinale decano Francesco Pisani. Verso mezzogiorno i cardinali raggiunsero la Cappella Paolina, ove ebbe luogo il giuramento degli addetti al conclave, posto sotto la sorveglianza del principe Flaminio Savelli, maresciallo di Santa Romana Chiesa. Contestualmente venne data lettura della bolla In eligendis con cui Pio IV aveva emendato la disciplina del conclave nel 1562.
Sin dalle prime ore della clausura fu chiara la frammentazione dei cardinali in diverse fazioni originatesi per la prima volta non solo su base politica (gruppo dei Fiorentini, dei Veneziani, dei Mantovani), ma anche e soprattutto su base dottrinale. Si delinearono infatti due schieramenti che vedevano contrapporsi i cardinali creati da Paolo IV e le cosiddette "creature" di Pio IV, cioè due gruppi corrispondenti a due differenti concezioni della Controriforma: il primo fondato sulla centralità dell'Inquisizione, il secondo più moderato.
In questa situazione di stallo Carlo Borromeo e Alessandro Farnese si imposero come principali manovratori del conclave, convergendo in un primo momento i voti sulla candidatura di Giovanni Gerolamo Morone. Ben presto, però, il Farnese, che aveva molti più contatti con i cardinali che il giovane arcivescovo di Milano, raccogliendo l'opposizione dei filo-francesi, tra cui il sedicenne cardinale Ferdinando de' Medici e Ippolito II d'Este, prese le distanze dal nome del Morone, forse anche per non veder tramontate le proprie ambizioni al papato.
La notte del 23 dicembre il Borromeo tentò di rilanciare, mediante visite personali ai cardinali, la candidatura del Morone, che avrebbe avuto l'appoggio di Massimiliano II e di Firenze. Al primo scrutinio il Morone ottenne pertanto 29 voti, quota ancora lontana dai 34 richiesti per l'elezione. Vista sfumare questa prima candidatura, il Borromeo, data l'assenza del Boncompagni, ripiegò sul cardinale Guglielmo Sirleto, suo antico maestro. Nel frattempo, però, il Farnese aveva ottenuto il sostegno di una larga maggioranza del collegio cardinalizio, raggiungendo 30 voti nel secondo scrutinio.
Un nuovo e decisivo sviluppo si ebbe il 4 gennaio con l'arrivo di corrieri diplomatici di Filippo II, i quali resero noto l'appoggio del re di Spagna al cardinale Ghislieri. Dopo che il terzo scrutinio aveva visto il tramonto della candidatura del Sirleto, osteggiato dai farnesiani, il 7 gennaio il Borromeo ebbe un ultimo incontro con il Farnese: il ventisettenne nipote di Pio IV dichiarò al "gran cardinale" di non appoggiare la sua candidatura ed ebbe come risposta una rosa di quattro nomi - Ghislieri, Ricci, d'Olera, e l'ottantasettenne Scotti - tra i quali scegliere il nuovo pontefice.
Secondo il resoconto del cerimoniere pontificio Cornelio Firmano, nel primo pomeriggio del 7 gennaio i cardinali si portarono alla cella del Ghislieri scortandolo fino alla Cappella Paolina, dove avvenne l'elezione per acclamazione. In questo modo, obbligando ogni cardinale ad esprimere viva voce il proprio voto, il Borromeo e il Farnese intesero creare una notevole pressione sui porporati più giovani, spingendoli a convergere sul loro candidato. L'elezione fu pertanto sancita all'unanimità, con gli ultimi due voti favorevoli raccolti nelle celle dove giacevano infermi i cardinali Ippolito d'Este e Pier Francesco Ferrero.

## Composizione del Sacro Collegio

### Cardinali presenti in conclave
| Nome                                             | Paese                          | Titolo                                         | Incarichi                                                  | Creazione                      | Età |
| ------------------------------------------------ | ------------------------------ | ---------------------------------------------- | ---------------------------------------------------------- | ------------------------------ | --- |
| Francesco Pisani                                 | Repubblica di Venezia          | Ostia e Velletri                               | Decano del Sacro Collegio                                  | 1º luglio 1517 da Leone X      | 71  |
| Giovanni Gerolamo Morone                         | Ducato di Milano               | Porto e Santa Rufina                           | Vice-Decano del Sacro Collegio                             | 2 giugno 1542 da Paolo III     | 56  |
| Alessandro Farnese il Giovane                    | Ducato di Parma e Piacenza     | Frascati e San Lorenzo in Damaso in commendam  |                                                            | 18 dicembre 1534 da Paolo III  | 45  |
| Cristoforo Madruzzo                              | Principato vescovile di Trento | Palestrina                                     | Principe vescovo di Trento e Bressanone                    | 2 giugno 1542 da Paolo III     | 53  |
| Tiberio Crispo                                   | Stato Pontificio               | Sabina                                         | Amm. apostolico di Sessa Aurunca                           | 19 dicembre 1544 da Paolo III  | 67  |
| Niccolò Caetani di Sermoneta                     | Stato Pontificio               | Sant'Eustachio, titolo pro illa vice           | Amministratore apostolico di Bisignano e Capua             | 22 dicembre 1536 da Paolo III  | 39  |
| Ippolito II d'Este                               | Ducato di Ferrara              | Santa Maria della Scala                        | Amm. apostolico di Narbona                                 | 20 dicembre 1538 da Paolo III  | 56  |
| Giacomo Savelli                                  | Stato Pontificio               | Santa Maria in Cosmedin, titolo pro illa vice  | Arcivescovo di Benevento, Cardinale Vicario di Sua Santità | 19 dicembre 1539 da Paolo III  | 52  |
| Giulio della Rovere                              | Ducato di Urbino               | San Pietro in Vincoli, diaconia pro illa vice  | Amm. apostolico di Vicenza                                 | 27 luglio 1547 da Paolo III    | 32  |
| Innocenzo Ciocchi del Monte                      | Ducato di Parma e Piacenza     | Santa Maria in Portico Octaviae                |                                                            | 30 maggio 1550 da Giulio III   | 33  |
| Fulvio Giulio della Corgna, O.S.Io.Hier.         | Stato Pontificio               | Sant'Angelo in Pescheria, titolo pro illa vice | Vescovo di Perugia                                         | 20 novembre 1551 da Giulio III | 48  |
| Giovanni Michele Saraceni                        | Regno di Napoli                | Santa Maria in Trastevere                      | Arcivescovo emerito di Matera                              | 20 novembre 1551 da Giulio III | 67  |
| Giovanni Ricci                                   | Ducato di Firenze              | Santi Vitale, Gervasio e Protasio              | Arcivescovo emerito di Montepulciano                       | 20 novembre 1551 da Giulio III | 67  |
| Giovanni Battista Cicala                         | Repubblica di Genova           | Sant'Agata alla Subburra, titolo pro hac vice  | Amm. apostolico di Sagona                                  | 20 novembre 1551 da Giulio III | 55  |
| Alvise Corner, O.S.Io.Hier.                      | Repubblica di Venezia          | San Marco                                      | Gran Priore dell'Ordine di Malta a Cipro                   | 20 novembre 1551 da Giulio III | 48  |
| Girolamo Simoncelli                              | Stato Pontificio               | Santi Cosma e Damiano                          | Vescovo emerito di Orvieto                                 | 22 dicembre 1553 da Giulio III | 43  |
| Scipione Rebiba                                  | Regno di Sicilia               | Sant'Anastasia                                 | Patriarca di Costantinopoli, Camerlengo del Sacro Collegio | 20 dicembre 1555 da Paolo IV   | 61  |
| Jean Suau                                        | Regno di Francia               | Santa Prisca                                   | Vescovo emerito di Mirepoix                                | 20 dicembre 1555 da Paolo IV   | 62  |
| Gianantonio Capizzuchi                           | Stato Pontificio               | San Clemente                                   | Vescovo di Lodi                                            | 20 dicembre 1555 da Paolo IV   | 50  |
| Antonio Michele Ghislieri O.P. eletto papa Pio V | Ducato di Milano               | Santa Maria sopra Minerva                      | Vescovo di Mondovì, Grande Inquisitore                     | 15 marzo 1557 da Paolo IV      | 61  |
| Clemente d'Olera, O.F.M.                         | Repubblica di Genova           | Santa Maria in Aracoeli                        | Vescovo di Foligno                                         | 15 marzo 1557 da Paolo IV      | 64  |
| Vitellozzo Vitelli                               | Stato Pontificio               | Santa Maria in Via Lata                        | Camerlengo di Santa Romana Chiesa                          | 15 marzo 1557 da Paolo IV      | 34  |
| Giovanni Antonio Serbelloni                      | Ducato di Milano               | Santa Maria degli Angeli                       | Vescovo di Novara                                          | 31 gennaio 1560 da Pio IV      | 46  |
| Carlo Borromeo                                   | Ducato di Milano               | Santa Prassede                                 | Arcivescovo di Milano                                      | 31 gennaio 1560 da Pio IV      | 27  |
| Ludovico Simonetta                               | Ducato di Milano               | San Ciriaco alle Terme                         | Prefetto del Tribunale della Segnatura di Giustizia        | 26 febbraio 1561 da Pio IV     | 65  |
| Markus Sittich von Hohenems                      | Sacro Romano Impero            | San Giorgio in Velabro                         | Principe vescovo di Costanza                               | 26 febbraio 1561 da Pio IV     | 32  |
| Francesco Gonzaga                                | Contea di Guastalla            | San Lorenzo in Lucina                          | Vescovo di Mantova                                         | 26 febbraio 1561 da Pio IV     | 27  |
| Alfonso Gesualdo                                 | Regno di Napoli                | Santa Cecilia                                  | Arcivescovo di Conza                                       | 26 febbraio 1561 da Pio IV     | 25  |
| Gianfrancesco Gambara                            | Sacro Romano Impero            | Santa Pudenziana                               | Chierico della Camera Apostolica                           | 26 febbraio 1561 da Pio IV     | 32  |
| Bernardo Salviati                                | Ducato di Firenze              | San Simeone                                    | Amm. apostolico di Clermont                                | 26 febbraio 1561 da Pio IV     | 57  |
| Pier Francesco Ferrero                           | Ducato di Savoia               | Sant'Agnese in Agone                           | Nunzio apostolico a Venezia                                | 26 febbraio 1561 da Pio IV     | 55  |
| Luigi d'Este                                     | Ducato di Ferrara              | Santa Lucia in Silice                          | Arcivescovo di Auch                                        | 26 febbraio 1561 da Pio IV     | 27  |
| Ludovico Madruzzo                                | Principato vescovile di Trento | Sant'Onofrio                                   | Vescovo coadiutore di Trento                               | 26 febbraio 1561 da Pio IV     | 33  |
| Innico d'Avalos d'Aragona, O.S.Iacobi            | Regno di Napoli                | Sant'Adriano al Foro                           | Cancelliere del Regno di Napoli                            | 26 febbraio 1561 da Pio IV     | 29  |
| Francesco Pacheco de Villena                     | Regno di Spagna                | Santa Croce in Gerusalemme                     | Inquisitore generale di Spagna                             | 26 febbraio 1561 da Pio IV     | 57  |
| Girolamo da Correggio                            | Stato Pontificio               | Santo Stefano rotondo                          | Nunzio apostolico                                          | 26 febbraio 1561 da Pio IV     | 54  |
| Ferdinando de' Medici                            | Ducato di Firenze              | Santa Maria in Domnica                         |                                                            | 6 febbraio 1563 da Pio IV      | 16  |
| Marcantonio Colonna                              | Stato Pontificio               | Santi XII Apostoli                             | Arcivescovo di Taranto                                     | 12 marzo 1565 da Pio IV        | 42  |
| Tolomeo Gallio                                   | Ducato di Milano               | San Pancrazio                                  | Arcivescovo di Manfredonia                                 | 12 marzo 1565 da Pio IV        | 38  |
| Angelo Nicolini                                  | Ducato di Firenze              | San Callisto                                   | Arcivescovo di Pisa                                        | 12 marzo 1565 da Pio IV        | 60  |
| Alvise Pisani                                    | Repubblica di Venezia          | cardinale prete senza titolo                   | Amm. apostolico di Padova                                  | 12 marzo 1565 da Pio IV        | 43  |
| Zaccaria Dolfin                                  | Repubblica di Venezia          | Santa Maria in Aquiro, titolo pro hac vice     | Vescovo di Lesina                                          | 12 marzo 1565 da Pio IV        | 38  |
| Marcantonio Bobba                                | Marchesato del Monferrato      | San Silvestro in Capite                        | Vescovo di Aosta                                           | 12 marzo 1565 da Pio IV        | 65  |
| Alessandro Sforza di Santa Fiora                 | Stato Pontificio               | Santa Maria in Via                             | Vescovo di Parma                                           | 12 marzo 1565 da Pio IV        | 31  |
| Flavio Orsini                                    | Stato Pontificio               | Santi Marcellino e Pietro                      | Vescovo di Spoleto                                         | 12 marzo 1565 da Pio IV        | 33  |
| Francesco Alciati                                | Ducato di Milano               | Santa Susanna                                  | Vescovo di Civitate                                        | 12 marzo 1565 da Pio IV        | 43  |
| Francesco Abbondio Castiglioni                   | Ducato di Milano               | San Nicola, diaconia pro illa vice             | Vescovo di Bobbio                                          | 12 marzo 1565 da Pio IV        | 42  |
| Guido Luca Ferrero                               | Ducato di Savoia               | Sant'Eufemia                                   | Vescovo di Vercelli                                        | 12 marzo 1565 da Pio IV        | 28  |
| Benedetto Lomellini                              | Repubblica di Genova           | Santa Sabina                                   | Vescovo di Luni-Sarzana                                    | 12 marzo 1565 da Pio IV        | 48  |
| Guglielmo Sirleto                                | Regno di Napoli                | San Lorenzo in Panisperna                      | Protonotario apostolico                                    | 12 marzo 1565 da Pio IV        | 51  |
| Gabriele Paleotti                                | Stato Pontificio               | Santi Giovanni e Paolo                         | Uditore della Sacra Rota Romana                            | 12 marzo 1565 da Pio IV        | 43  |
| Francesco Crasso                                 | Ducato di Milano               | cardinale prete senza titolo                   | Governatore di Bologna                                     | 12 marzo 1565 da Pio IV        | 65  |

### Cardinali assenti
| Nome                               | Paese                 | Titolo                                         | Incarichi                                                | Creazione                      | Età |
| ---------------------------------- | --------------------- | ---------------------------------------------- | -------------------------------------------------------- | ------------------------------ | --- |
| Otto Truchsess von Waldburg        | Sacro Romano Impero   | Albano                                         | Principe vescovo di Augusta                              | 19 dicembre 1544 da Paolo III  | 51  |
| Georges d'Armagnac                 | Regno di Francia      | San Nicola in Carcere, titolo pro illa vice    | Amm. apostolico di Tolosa, Legato pontificio ad Avignone | 19 dicembre 1544 da Paolo III  | 64  |
| Francisco Mendoza Bobadilla        | Regno di Spagna       | Sant'Eusebio                                   | Arcivescovo di Burgos                                    | 19 dicembre 1544 da Paolo III  | 57  |
| Enrico I del Portogallo            | Regno del Portogallo  | Santi Quattro Coronati                         | Arcivescovo di Lisbona, Reggente del Portogallo          | 16 dicembre 1545 da Paolo III  | 53  |
| Carlo di Lorena-Guisa              | Regno di Francia      | Sant'Apollinare alle Terme                     | Arcivescovo di Reims                                     | 27 luglio 1547 da Paolo III    | 41  |
| Carlo di Borbone-Vendôme           | Regno di Francia      | San Crisogono                                  | Arcivescovo di Rouen                                     | 9 gennaio 1548 da Paolo III    | 42  |
| Luigi I di Lorena-Guisa            | Regno di Francia      | San Tommaso in Parione, diaconia pro illa vice | Vescovo emerito di Albi                                  | 22 dicembre 1553 da Giulio III | 38  |
| Gian Bernardino Scotti, C.R.       | Stato Pontificio      | San Matteo in Merulana                         | Vescovo di Piacenza                                      | 20 dicembre 1555 da Paolo IV   | 87  |
| Lorenzo Strozzi                    | Ducato di Firenze     | Santa Balbina                                  | Amm. apostolico di Albi                                  | 15 marzo 1557 da Paolo IV      | 52  |
| Stanisław Hozjusz                  | Regno di Polonia      | San Teodoro, titolo pro illa vice              | Arcivescovo di Varmia                                    | 26 febbraio 1561 da Pio IV     | 61  |
| Philibert Babou de la Bourdaisière | Regno di Francia      | Santi Silvestro e Martino ai Monti             | Amm. apostolico di Auxerre                               | 26 febbraio 1561 da Pio IV     | 52  |
| Marcantonio Amulio                 | Repubblica di Venezia | San Marcello, diaconia pro illa vice           | Vescovo di Rieti                                         | 26 febbraio 1561 da Pio IV     | 59  |
| Antoine Perrenot de Granvelle      | Regno di Francia      | San Bartolomeo all'Isola                       | Arcivescovo di Malines                                   | 26 febbraio 1561 da Pio IV     | 48  |
| Prospero Santacroce                | Stato Pontificio      | cardinale prete senza titolo                   | Legato pontificio in Francia                             | 12 marzo 1565 da Pio IV        | 51  |
| Ugo Boncompagni                    | Stato Pontificio      | San Sisto                                      | Legato a latere in Spagna                                | 12 marzo 1565 da Pio IV        | 63  |
| Alessandro Crivelli                | Ducato di Milano      | cardinale diacono senza diaconia               | Vescovo di Cariati                                       | 12 marzo 1565 da Pio IV        | 51  |
| Antoine de Créqui                  | Regno di Francia      | cardinale diacono senza diaconia               | Vescovo di Amiens                                        | 12 marzo 1565 da Pio IV        | 34  |
| Giovanni Francesco Commendone      | Repubblica di Venezia | cardinale diacono senza diaconia               | Legato pontificio in Polonia                             | 12 marzo 1565 da Pio IV        | 41  |

## Distribuzione geografica dei cardinali

### Italia
- 15 cardinali:  Stato Pontificio
- 10 cardinali:  Ducato di Milano
- 6 cardinali:  Repubblica di Venezia
- 5 cardinali:  Ducato di Firenze
- 4 cardinali:  Regno di Napoli
- 3 cardinali:  Repubblica di Genova
- 2 cardinali:  Ducato di Parma e Piacenza,  Ducato di Savoia,  Principato vescovile di Trento,  Ducato di Ferrara
- 1 cardinale:  Regno di Sicilia,  Marchesato del Monferrato,  Ducato di Urbino,  Contea di Guastalla

Totale: 55 cardinali (78% del Sacro Collegio)

### Europa
- 8 cardinali:  Regno di Francia
- 3 cardinali:  Sacro Romano Impero
- 2 cardinali:  Regno di Spagna
- 1 cardinale:  Regno di Polonia,  Regno del Portogallo

Totale: 15 cardinali (22% del Sacro Collegio)